# Senerchia
Senerchia – miejscowość i gmina we Włoszech, w regionie Kampania, w prowincji Avellino.
Według danych na 1 stycznia 2022 roku gminę zamieszkiwało 750 osób (406 mężczyzn i 344 kobiety).